# Coronet
Coronet byl americký měsíční magazín, který vycházel od 13. října 1936 do března 1971. a měl celkem 299 vydání. Časopis patřil pod magazín Esquire a vydával jej David A. Smart v letech 1936–1961. Obsahem se podobal časopisu Readers Digest, ale byl zaměřen na vyšší společenské vrstvy.
V roce 1937 se v časopise objevilo také několik děl fotografa maďarského původu André Kertésze.

## Typické číslo
Každé číslo mělo širokou škálu článků, stejně tak obsahoval i část knihy, poezii a příběhy populárních hvězd. Podporoval sesterskou společnost Coronet Films. Články z oblasti kultury a umění byly smíchány s liberálně dobrodružnými příběhy a sociálním poradenstvím.

## Coronet films
Filmy Coronetu vyráběl David Smart a společnost Esquire. Myšlenku takzvaného školního filmu zahrnovaly snímky Fun of Being Thoughtful (1950), Dating: Do's and Don'ts (1949) a Where Does Our Meat Come From? (1960). Mnohé z těchto filmů jsou k dispozici na internetových stránkách archive.org.

## Editoři
- Arnold Gingrich (1937)
- Fritz Bamberger (1942) [3]